# Spaelotis solida
Spaelotis solida är en fjärilsart som beskrevs av Nicolas Grigorevich Erschoff 1874. Spaelotis solida ingår i släktet Spaelotis och familjen nattflyn. Inga underarter finns listade i Catalogue of Life.